# Прудницький повіт
Прудницький повіт (пол. powiat prudnicki) — один з 11 земських повітів Опольського воєводства Польщі.
Утворений 1 січня 1999 року в результаті адміністративної реформи.

## Загальні дані
Повіт знаходиться у південно-центральній частині воєводства.
Адміністративний центр — місто Прудник.
Станом на 1.01.2008 населення становить 59 354 осіб, площа 571,55 км².

## Демографія
Демографічні дані повіту станом на 30.06.2005:
|       | Всього | Всього | Жінки  | Жінки | Чоловіки | Чоловіки |
| ----- | ------ | ------ | ------ | ----- | -------- | -------- |
|       | осіб   | %      | осіб   | %     | осіб     | %        |
| Повіт | 60 430 | 100    | 31 428 | 52    | 29 002   | 48       |
| Міста | 31 908 | 100    | 16 832 | 52,8  | 15 076   | 47,2     |
| Села  | 28 522 | 100    | 14 596 | 51,2  | 13 926   | 48,8     |